# Chaim Richman
Chaim Richman é um rabino em Israel, o Diretor Internacional do Instituto do Templo, que é dedicado à reconstrução do Templo Sagrado em Jerusalém, e um membro do esforço atual para reviver o Sinédrio.
Ele é conhecido por seu envolvimento no esforço para produzir uma novilha vermelha, que é um requisito para a reconstrução do templo.
O rabino Richman tem um programa de televisão na web, "Light to the Nations" (luz para as nações), na UniversalTorah.com, que explora as raízes judaicas fundadas na Torá e ensina as pessoas de bases sólidas do povo judeu na Bíblia hebraica.
Richman escreveu dois livros "A casa de oração para todas as nações: o Templo Sagrado de Jerusalém" e "O Templo Sagrado de Jerusalém."

## Cobertura da mídia
- "Muslims solidifying Temple Mount takeover", World Net Daily, 18 de Fevereiro de 2007
- "Judaism For Gentiles' Spreads From The Church Without A Steeple", Jerusalem Post, Fred Mogul, April 28, 1992